# Pilcaniyeu (departamento)
Pilcaniyeu é um departamento da Argentina, localizado na 
província de Rio Negro.